# Sandy (Oregon)
Sandy és una població dels Estats Units a l'estat d'Oregon. Segons el cens del 2006 tenia 7.070 habitants.

## Demografia
Segons el cens del 2000, Sandy tenia 5385 habitants, 1956 habitatges, i 1431 famílies. La densitat de població era de 790,6 habitants per km².
Dels 1956 habitatges en un 42,9% hi vivien nens de menys de 18 anys, en un 56% hi vivien parelles casades, en un 12,1% dones solteres, i en un 26,8% no eren unitats familiars. En el 21,4% dels habitatges hi vivien persones soles el 8,1% de les quals corresponia a persones de 65 anys o més que vivien soles. El nombre mitjà de persones vivint en cada habitatge era de 2,74 i el nombre mitjà de persones que vivien en cada família era de 3,18.
Per edats la població es repartia de la següent manera: un 30,9% tenia menys de 18 anys, un 8,3% entre 18 i 24, un 31,3% entre 25 i 44, un 20,7% de 45 a 60 i un 8,7% 65 anys o més.
L'edat mediana era de 32 anys. Per cada 100 dones de 18 o més anys hi havia 93,5 homes.
La renda mediana per habitatge era de 42.115$ i la renda mediana per família de 52.543$. Els homes tenien una renda mediana de 41.141$ mentre que les dones 25.604$. La renda per capita de la població era de 20.138$. Aproximadament el 3,8% de les famílies i el 8,1% de la població estaven per davall del llindar de pobresa.

## Poblacions properes
El següent diagrama mostra les poblacions més properes.